# Дайвер, Дженни
Дженни Дайвер, при рождении Мэри Янг (англ. Jenny Diver, 1700 —  18 марта 1741 ) — одна из самых известных воровок-карманниц Великобритании, прославилась благодаря уникальным способностям и креативному подходу к своему ремеслу.

## Биография

### Детство и юность
Мэри Янг родилась около 1700 года в Ирландии. Вероятно она была внебрачной дочерью служанки Гарриет Джонс, которую соблазнил, а затем бросил некий вельможа. В пять лет Мэри осталась сиротой. Она выросла в приёмной семье на севере Ирландии, на попечении пожилой женщины, которую называла просто «няней».
В 10 лет девочку отправили в школу в Ньюгейте (пригород Лондона). Там она получила хорошее образование, которое ей очень пригодилось в будущей криминальной жизни.
Мэри быстро сообразила, что упоминание ирландского происхождения может повредить будущей карьере. В дальнейшем она упрямо утверждала, что является англичанкой. Так появились её новое имя — Дженни Дайвер. Повзрослев и выучившись на швею, она поселилась в Лондоне. Совсем скоро Джейн стала ученицей Анны Мерфи, главаря банды карманников. Смышлёная девушка быстро освоила азы воровского мастерства. Она обладала столь очевидным криминальным талантом, что вскоре сама взяла на себя руководство преступными операциями.

### Преступная карьера
Современники рассказывали о Дженни Дайвер, как об очень красивой, образованной и элегантно одетой леди. Она умела в группе хорошо одетых респектабельных людей выглядеть «своей». Дженни Дайвер не вызывала у состоятельных лондонцев никаких подозрений. Она разработала собственную уникальную методику. В определённый момент Дженни «падала в обморок». К ней тут же кидались взволнованные джентльмены. Дальше девушка ловко работала руками и обчищала карманы «сочувствующих». Уникальной творческой находкой можно считать «бутафорские» руки. Дженни оставляла их поверх платья или на коленях, а настоящими руками виртуозно орудовала в чужих карманах.
Дважды, в 1733 и 1738 годах, Дайвер была арестована. Но в суде она называла вымышленные имена (без судимостей) и в наказание могла подлежать только депортации за пределы Великобритании. В обоих случаях она подкупала капитана корабля, чтобы получить более комфортные условия путешествия. А потом давала взятку губернатору Вирджинии, чтобы тот позволил ей вернуться в Лондон.

### Казнь
10 январе 1741 года Дженни Дайвер арестовали в третий раз. В тот же день её опознали свидетели и она не смогла назвать ложное имя.
В суде Дженни Дайвер предъявили обвинение не только в краже, но и в незаконном возвращении после депортации, что по законам Англии гарантировало смертный приговор. Дженни пыталась добиться смягчения приговора, уверяя, что беременна. Но этот обман не сработал. За день до его приговора Дженни разрешили встретиться с её трёхлетним сыном. Его доставила в тюрьму женщина, ответственная за его проживание.
Из-за своей репутации злостной преступницы Дженни Дайвер заставили явиться на казнь в траурных одеждах. Причём отдельно от 19 других осуждённых, которых казнили в тот же день. Очевидцы сообщали, что она вела себя спокойно и достойно. Её тело похоронено во дворе церкви Святого Панкратия.

## Память
- Дженни Дайвер стала одним из персонажей пьесы Джона Гея 1728 года «Опера нищего», а позднее в «Трёхгрошовой опере» 1928 года Бертольда Брехта.
- В первой главе романа-комикса Алана Мура «Лига выдающихся джентльменов» (том 3)[англ.] есть персонаж по имени Дженни Даккар, дочь капитана Немо, которая покидает остров отца и отправляется в Англию, называя себя «Дженни Дайвер».